# Nationaal park Addo Elephant
Het Nationaal Park Addo Elephant is een Zuid-Afrikaans wildpark nabij Port Elizabeth. Het park is een van Zuid-Afrika's twintig nationale parken.
Het park ontvangt ongeveer 120.000 bezoekers per jaar. Ongeveer 54% zijn internationale bezoekers uit hoofdzakelijk Duitsland, Nederland en het Verenigd Koninkrijk.
Het oorspronkelijke gedeelte van het park is in 1931 gesticht om een veilige haven te bieden voor de overgebleven elf olifanten in de omgeving. Het park huisvest vandaag de dag meer dan 450 olifanten, 400 buffels, meer dan 48 bedreigde neushoorns, alsook een verscheidenheid aan antilopen, leeuwen en hyena's. Een unieke soort in dit gebied is de mestkever Circellium bacchus, die niet kan vliegen. Qua plantengroei staat het park bekend om zijn dichte spekboombegroeiing. Deze struik wordt ook wel olifantskos (olifantenvoer) genoemd. Het gebied behoort tot de ecoregio van het zuurveldstruikgewas.

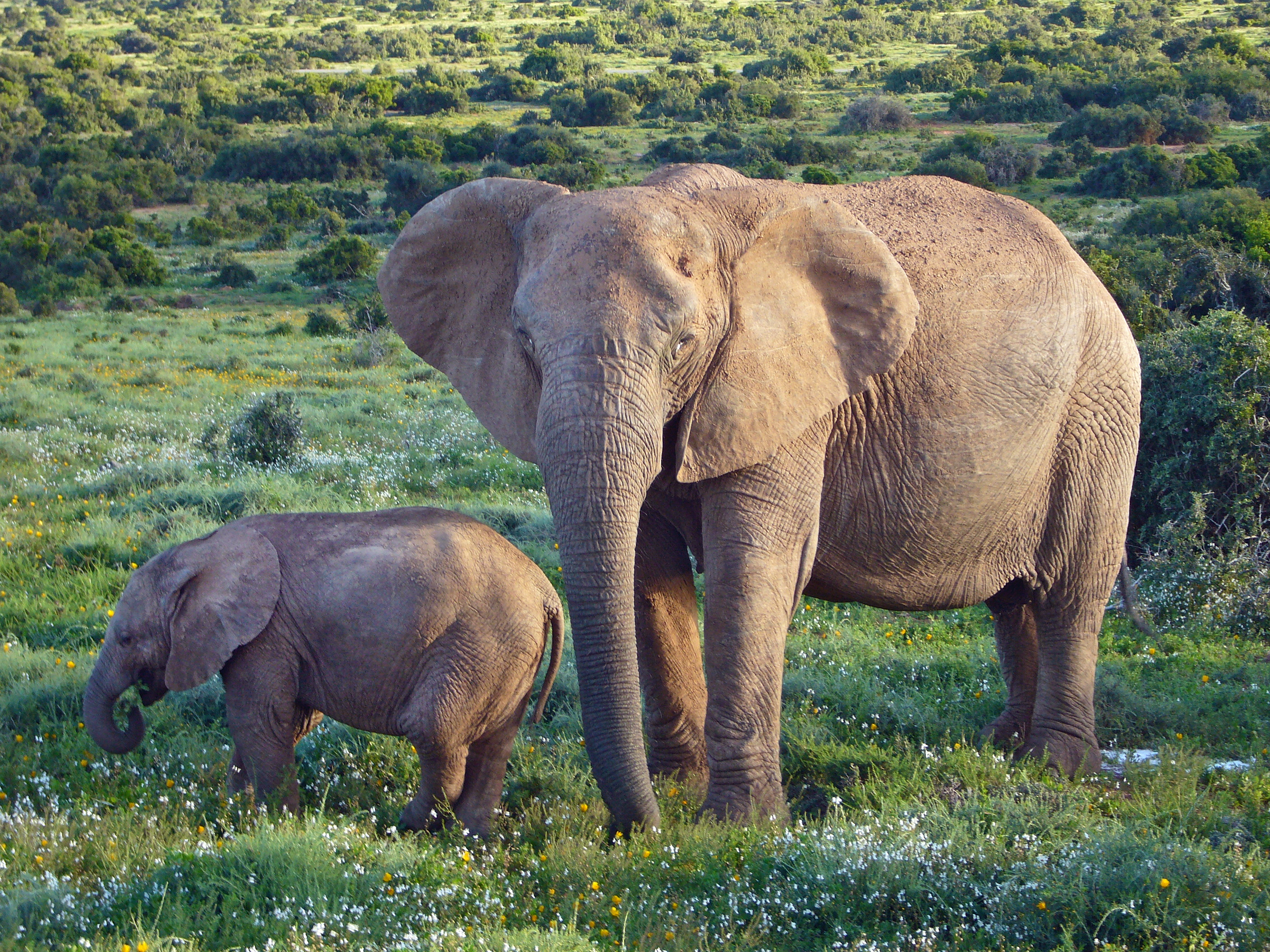
Twee olifanten in het nationaal park

Het oorspronkelijke park is uitgebreid om het natuurreservaat Woody Cape, dat van de Sondagsrivier tot Alexandria strekt, in te sluiten, alsook een zeereservaat dat St. Croixeiland en Vogeleiland (Bird Island) in de Algoabaai omvat. Het gebied is een belangrijke broedgebied voor pinguïns en ander marine soorten. De uitbreiding is deel van het plan om het park van 1,480 km² uit te breiden tot 3,600 km², het Greater Addo Elephant National Park genoemd.
De uitbreiding betekent dat het park vijf van Zuid-Afrika's zes biomen zal omvatten. Het park is ook waarschijnlijk de enige in de wereld met de zogenaamde "Big 7" in hun natuurlijke habitat (olifant, neushoorn, leeuw, buffel, luipaard, walvis en witte haai).
Het park heeft vijf rustkampen alsook vier ander kampen die als concessies bedreven worden. De hoofdingang alsook twee ander ingangen in het park is geasfalteerd, terwijl andere paden zandpaden zijn. Het park kan ook vanaf de N2 snelweg nabij Colchester bezocht worden.